# Tiers consolidé
Le tiers consolidé est le nom donné en France en 1797 à la dette publique dont le tiers seul était garanti.

## Histoire
L'État français est endetté à cette époque pour un montant de 4 milliards de francs, soit bien plus qu'en septembre 1715 : c'est un record. Par ailleurs, le pays connaît une phase d'hyperinflation, et la loi de Gresham fait que les assignats, monnaie de papier ayant cours forcé, se dévaluent en termes de pouvoir d'achat.
Par cette opération décidée par le Directoire, via le ministre des Finances, Ramel-Nogaret, par la loi du 30 septembre 1797, les créances sur l'État — à savoir, tous les emprunts et titres obligataires — et les rentes sont remboursées à concurrence des deux tiers de leur capital en bons du Trésor national admis en paiement des impôts ou de biens nationaux, le tiers restant, consolidé, est inscrit au grand-livre de la Dette publique et les intérêts sont payés également en bons du Trésor. Le ministre déclara : « J'efface les conséquences des erreurs du passé pour donner à l'État les moyens de son avenir », mais créa dans la foulée un nouvel impôt, sur les portes et fenêtres.
Cette opération qui signifiait, en réalité, le défaut de l'État pour la plus grande part de ses créances est aussi appelée la banqueroute des deux tiers, l'appellation « tiers consolidé » apparaissant comme un euphémisme. 

Jugées « ruineuses, impolitiques, immorales » par Cambon, les rentes viagères ont fortement contribué à la faillite des deux tiers. Plusieurs fois ministre des Finances, Jacques Necker en avait émis pour des montants considérables à des taux d'intérêt élevés et à des fins spéculatives.
Cependant, la bourse et les jeux spéculatifs ne sont pas la cause principale et première de l'endettement de la France au XVIIIe siècle mais bel et bien la guerre et les dépenses et donc les emprunts extraordinaires qu'elle implique.